# Jean-Baptiste Lahaye

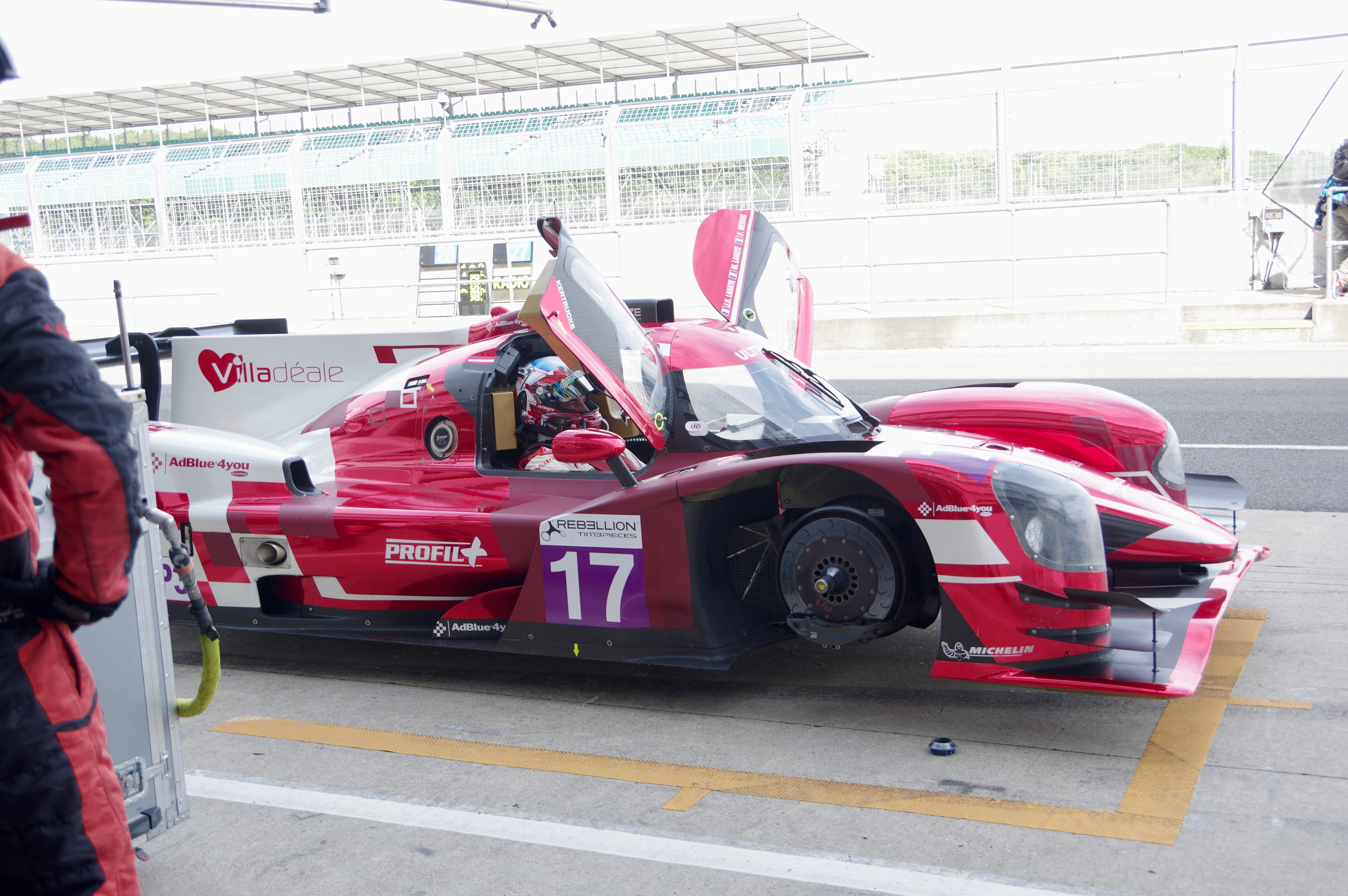
Der von Jean-Baptiste Lahaye beim 4-Stunden-Rennen von Silverstone 2019 gefahrene Norma M30

Jean-Baptiste Lahaye (* 21. Juni 1991 in Rennes) ist ein französischer Autorennfahrer und der jüngere Bruder von Matthieu Lahaye.

## Karriere als Rennfahrer
Über die Formel 4 kam Jean-Baptiste Lahaye in den GT- und Sportwagensport. Er startete in der V de V Challenge Endurance Moderne und ab 2016 regelmäßig in der European Le Mans Series. Gemeinsam mit seinem Bruder und François Hériau bildete er ein Fahrertrio, das später auch beim 24-Stunden-Rennen von Le Mans startete.
Das Trio gewann die LMP3-Klasse beim 12-Stunden-Rennen von Abu Dhabi 2017 und erreichte den dritten Endrang in dieser Rennklasse in der European Le Mans Series 2019. 2022 fuhr er seine erste komplette Saison in der FIA-Langstrecken-Weltmeisterschaft und gab sein Debüt in Le Mans, wo er 48. der Gesamtwertung wurde.

## Statistik

### Le-Mans-Ergebnisse
| Jahr | Team     | Fahrzeug | Teamkollege     | Teamkollege     | Platzierung | Ausfallgrund |
| ---- | -------- | -------- | --------------- | --------------- | ----------- | ------------ |
| 2022 | Ultimate | Oreca 07 | Matthieu Lahaye | François Hériau | Rang 48     |              |

### Einzelergebnisse in der FIA-Langstrecken-Weltmeisterschaft
| Saison | Team     | Rennwagen | 1   | 2   | 3   | 4   | 5   | 6   |
| ------ | -------- | --------- | --- | --- | --- | --- | --- | --- |
| 2022   | Ultimate | Oreca 07  | SEB | SPA | LEM | MON | FUJ | BAH |
| 2022   | Ultimate | Oreca 07  | 13  | 19  | 48  | 11  | 16  | 15  |